# 아너 테이크스 센터 스테이지
아너 테이크스 센터 스테이지(Honor Takes Center Stage)는 링 오브 오너가 주관하는 월간 페이퍼뷰로 2011년 4월 1일과 4월 2일 이틀에 걸쳐서 진행된 인터넷 PPV이다.

## 주요경기

### 2011년 4월 1일: 1부
- 에디 에드워즈 (챔피언) vs 크리스토퍼 다니엘스 (RoH 월드 타이틀전)
- 킹스 오브 레슬링 (클라우디오 캐스터그놀리 & 크리스 히어로) (챔피언팀) vs 레슬링스 그레이티스트 태그팀 (찰리 하스 & 셸턴 벤자민) (RoH 월드 태그팀 타이틀전)

### 2011년 4월 2일: 2부
- 어메리칸 울브즈 (데이비 리쳐즈 & RoH 월드 챔피언 에디 에드워즈) vs 레슬링스 그레이티스트 태그팀 (찰리 하스 & 셸턴 벤자민) (태그팀 경기)